# Nagâț

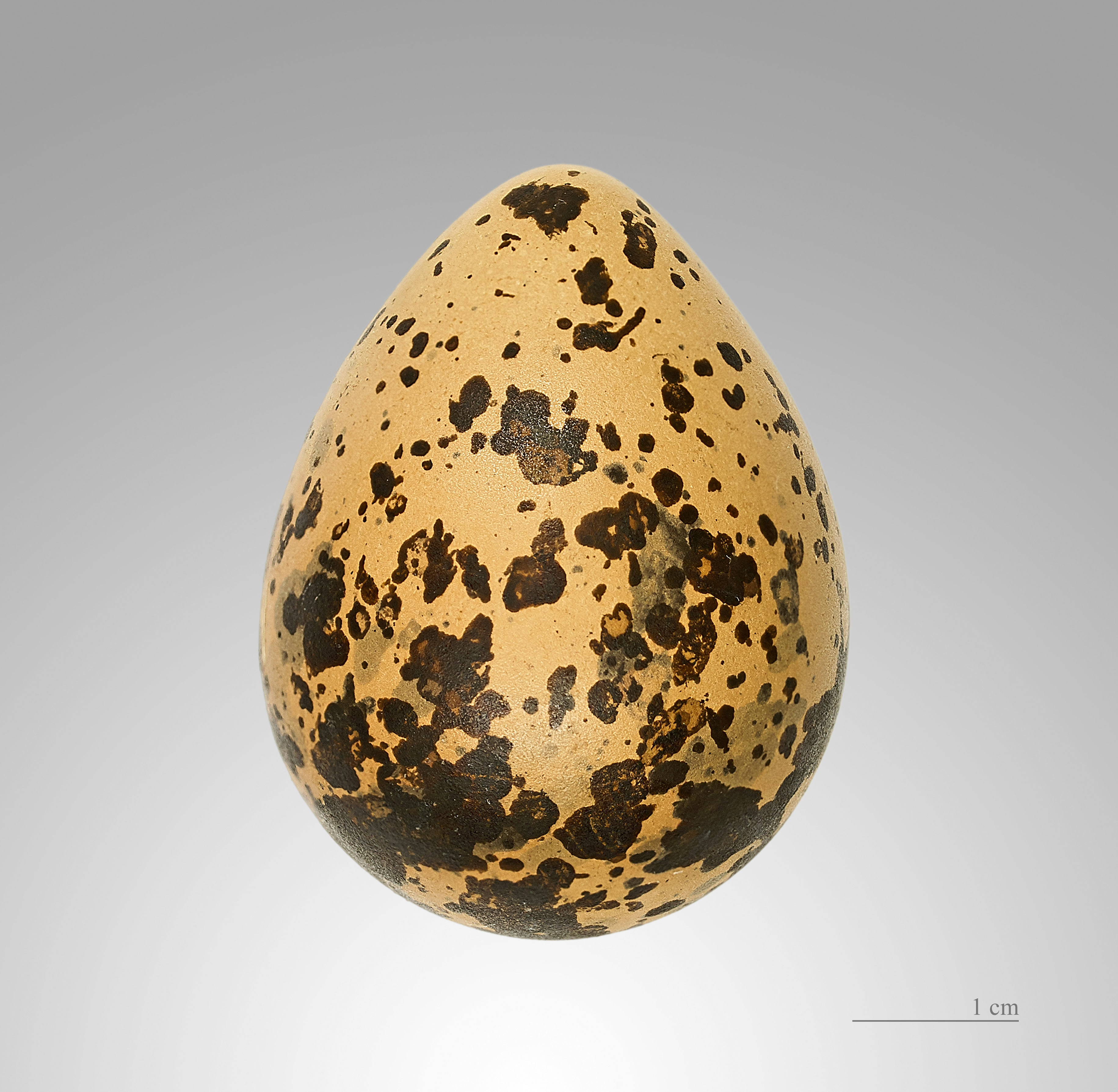
Vanellus vanellus

Nagâțul (Vanellus vanellus) este o pasăre migratoare din familia Charadriidae. Este o pasăre reprezentativă pentru regiunile de câmpie și de pășune din Europa, Africa de Nord și Asia. Mai demult, ouăle păsărilor puteau fi găsite pe listele de bucate, fiind adevărate delicatese, dar azi  culegerea lor în Europa este interzisă.

## Mod de viață, răspândire
În România păsările cuibăresc frecvent pe lângă regiuni de baltă. Ele preferă regiunile joase, deschise, de câmpie și smârcuri. Sunt păsări monogame. Teritoriul cuibului este apărat cu înverșunare de mascul. Ponta este depusă în lunile aprilie, mai fiind alcătuită din 3 - 4 ouă verzui cu puncte întunecate. Clocesc ambii părinți, iar puii eclozează la circa 26 - 27 de zile. Iarna păsările migrează spre Asia de Sud și spre bazinul mediteran.

## Morfologie
Nagâțul este de mărimea unui porumbel (28 – 31 cm), cu coloritul penajului aripilor și spatelui negru-verzui, iar creștetul și gușa sunt negre. Penele de pe cap formează un moț arcuit în sus. Partea laterală a capului cu abdomenul sunt albe.  Nu există un dimorfism sexual la nagâț. Sunt bune zburătoare, pasărea având 70 – 80 cm cu aripile deschise.

## Comportament
Era o pasăre extrem de detestată în Evul Mediu. Atunci când românii se ascundeau în mlaștini de teama năvălitorilor tătari, nagâțul îi semnala, zburând în jurul lor și făcând zgomot. Se mai numește și  câine-tătărăsc din această cauză. În germană, nagâțul se numește Kiebitz ; termenul chibiț vine de la comportamentul insuportabil al acestei păsări pe care l-am amintit mai devreme.

## Hrana
Hrana păsărilor constă din insecte, larve, viermi, și alte nevertebrate mici ce trăiesc pe câmpie, iar hrană vegetală ca de exemplu semințe, o consumă în cantități mai mici. Nagâțul este activ atât ziua cât și noaptea.